# ایرینا شایک
ایرینا والریِونا شیخ‌الاسلاموا
 (روسی: Ири́на Вале́рьевна، (به انگلیسی: Irina Valeryevna Shaykhlislamova) ؛زادۀ ۶ ژانویۀ ۱۹۸۶) که به‌طور حرفه‌ای با نام ایرینا شایک (‎/ʃeɪk/‎; روسی: Ирина Шейк) شناخته می‌شود، سوپرمدل، شخصیت‌ رسانه‌ای و بازیگر اهل روسیه است. او در سال ۲۰۱۱ با ظاهرشدن به عنوان نخستین مدل روسی بر روی جلد شمارۀ لباس شنای اسپورتس ایلاستریتد به شهرت جهانی دست یافت. وبسایت Models.com از او به عنوان «نماد صنعت مد» نام برده است.

## سال‌های اولیه
شایک در یمانژلینسک (منطقه‌ای در استان چلیابینسک)، اتحاد جماهیر شوروی، به دنیا آمد. از پدری با ریشه تاتارهای ولگا، به نام والری، یک معدنچی زغال‌سنگ، و مادری روسی، به نام اولگا، یک معلم موسیقی مهدکودک بوده‌است.
او گفته است که چهره خود را از پدرش به ارث برده است و مردم اغلب فکر می‌کنند که او اهل آمریکای جنوبی است. شایک در این باره می‌گوید:
«پدرم نسبت به مردم روسیه چهره‌ای تیره دارد چون او یک باشقیر بود، گاهی اوقات تاتارها هم می‌توانند شبیه برزیلی‌ها باشند. من چشم روشن را از مادرم به ارث بردم. مادرم یک پیانیست بود که موسیقی درس می‌داد او در باشقیر معلم بچه‌ها بود و پدرم در معدن زغال‌سنگ کار می‌کرد.»

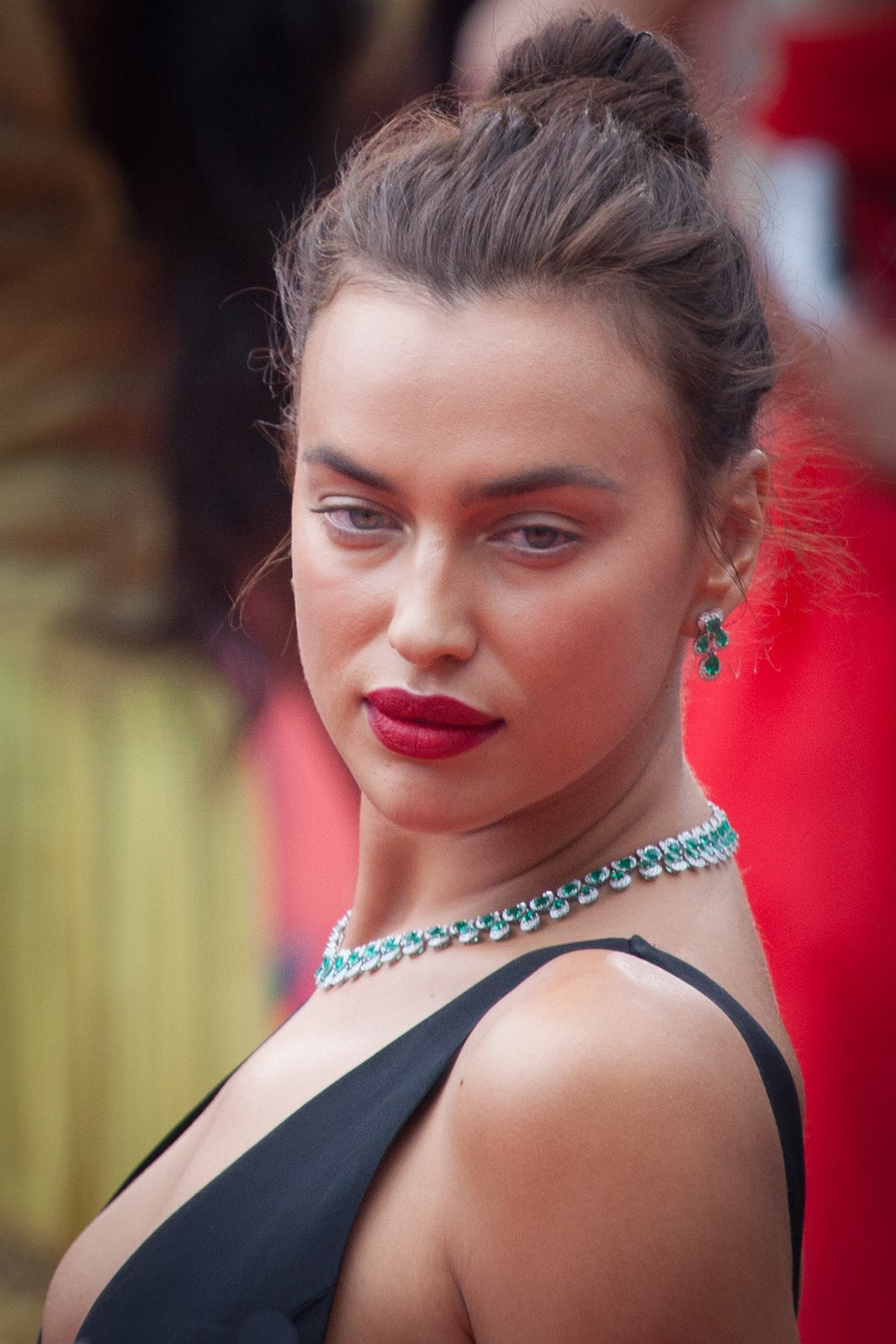
شایک در جشنواره فیلم کن ۲۰۱۸

شایک یک خواهر بزرگتر از خود به نام تاتیانا پتنکووا دارد. او همچنین خاله سه فرزند تاتیانا از جمله خواهرزاده‌ای به نام "ایرینا" است.
او در ۶ سالگی شروع به نواختن پیانو کرد. در ۹ سالگی وارد مدرسهٔ موسیقی شد و به مدت ۷ سال در آنجا تحصیل کرد و درحالی‌که در نواختن پیانو و آواز کر دارای تجربیات زیادی شده بود، همچنان از مادرش می‌خواست که به او موسیقی آموزش بدهد. هنگامی که او ۱۴ سال داشت پدرش از عوارض ناشی از سینه پهلو فوت کرد و خانواده با وضعیت مالی نامناسبی تنها ماندند. پس از آن، مادر ایرینا مجبور شد برای داشتن درآمد کافی و تأمین هزینه‌ها، در دو شغل مشغول به کار شود.
بعد از اتمام دوره دبیرستان، شایک در رشته بازاریابی تحصیل کرد اما بعداً تصمیم گرفت که با خواهر بزرگترش وارد یک مدرسه زیبایی شود. زمانی که در آنجا بود، مورد توجه شخصی از یک آژانس مدلینگ محلی قرار گرفت که از زیبایی او شگفت زده شد. از او خواسته شد تا در مسابقه زیبایی "دوشیزه چلیابینسک ۲۰۰۴" شرکت کند که برنده شد. او این مسابقه را بسیار پایین‌تر از استاندارد مسابقات زیبایی که در کلان‌شهرهای اروپا یا ایالات متحده انتظار می‌رود توصیف کرد.

## حرفه

### مدلینگ

#### ۲۰۰۷-۲۰۱۰: سال‌های آغازین
شایک از فرصت‌های شغلی واقعی برای تبدیل شدن به یک مدل استفاده کرد. او وقتی در سن ۱۹ سالگی بود، به عنوان مانکن، کار خود را در پاریس آغاز کرد.
در سال ۲۰۰۷، شایک جایگزین مدل معروف برزیلی آنا بئاتریز باروس شد به عنوان چهره اینتیمیسیمی شد و در همان زمان در سالنامه مجله نسخه لباس شنای اسپورتس ایلاستریتد برای اولین بار حضور پیدا کرد. از آن پس، او در هر چاپ سالنامه منتشر شده، در شاخه‌های عکس در مکان‌هایی همچون سن پترزبورگ، ناپل، گرنادا و شیلی حضور پیدا کرده‌است.
پس از سه سال حضور در اینتیمیسیمی، شایک در سال ۲۰۱۰ سفیر رسمی این برند تجاری شد. دیگر کمپین‌های مدلینگ او شامل لباس شنا بیچ بانی، و برند آمریکایی لباس گس برای فصل بهار/تابستان سال ۲۰۰۹ بود. کارهای دیگر او عبارتند از کاتالوگ ویکتوریا سیکرت، لاکست، چزاره پاچیوتی و موره‌لاتو است. او در می ۲۰۰۹ با آژانس مدلینگ آی‌ام‌جی مادلز قرارداد امضا کرد.

#### ۲۰۱۱-۲۰۱۵: موفقیت اصلی
شایک مدل کمپین تبلیغاتی آرمانی برای فصل بهار/تابستان سال ۲۰۱۰ شد. او همچنین در موزیک ویدئو «قدرت» کانیه وست به کارگردانی مارکو برامبیلا بازی کرد. او بر روی جلد مجله‌های اوشن درایو و جی‌کیو آفریقای جنوبی برای شماره نسخه اوت بود. او در فهرست "۵۰ جذاب‌ترین زن روسیه" که توسط مجله کمپلکس منتشر شد، رتبه اول را کسب کرد.

او زمینه فعالیت‌اش را از مدل لباس شنا به مد سطح بالا با انتشار در هارپرز بازار اسپانیا تغییر داد و عکسش روی جلد مجله ال اسپانیا را برای شماره نوامبر ۲۰۱۰ رفت. مجله گلامور اسپانیا به او جایزه "بهترین مدل بین‌المللی سال ۲۰۱۰" را اهدا کرد. در پایان سال، او در شماره دسامبر جی‌کیو اسپانیا برهنه به تصویر کشیده شد. با این حال، او ادعا کرد که برای عکس‌برداری برهنه نشده است، و مجله به صورت دیجیتالی تصاویر را تغییر داده است تا لباس زیر زنانه او را حذف کند. مجله جی‌کیو پاسخ داد که ۱۵ شاهد مبنی بر برهنه شدن او وجود دارد.

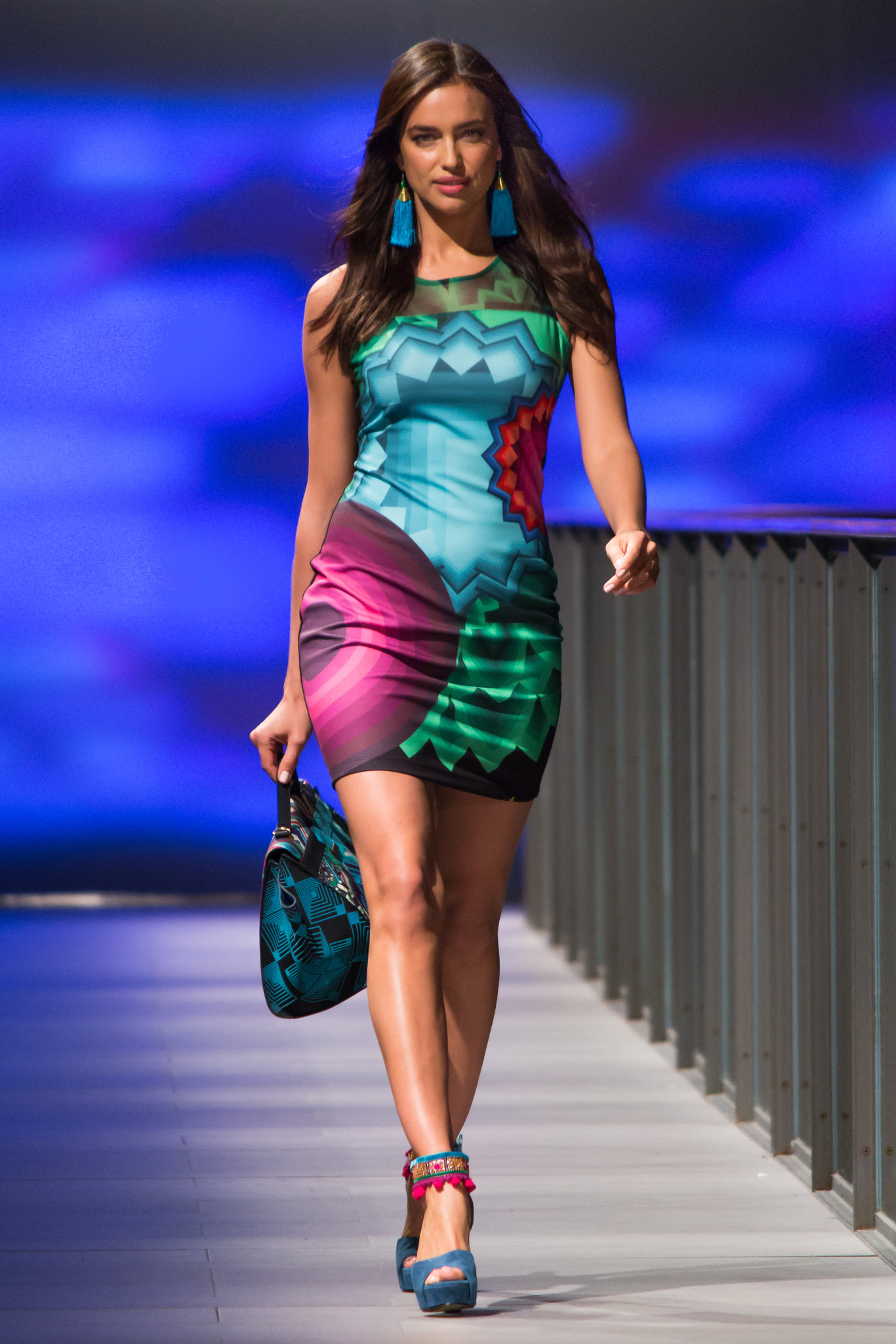
شایک در سال ۲۰۱۴

در روز ولنتاین، در یکی از قسمت‌های برنامه آخر وقت با دیوید لترمن، توسط مجله بیلبورد مشخص شد که شایک مدل روی جلد نسخه لباس شنای اسپورتس ایلاستریتد در سال ۲۰۱۱ بوده است. این پنجمین باری بود که او در این مجله ظاهر می‌شد، اما اولین‌بار بود که عکس او روی جلد مجله قرار می‌گرفت و اولین فرد روسی است که روی جلد مجله ظاهر شده است. شایک به چهره کمپین تبلیغاتی برند لباس شنا لولی فاما در سال ۲۰۱۱ تبدیل شد. در سال ۲۰۱۱، او مجلاتی مانند تاتلر روسیه، Twelv، کاسموپولیتن اسپانیا، جی‌کیو مکزیک، گلامور اسپانیا، آمیکا ایتالیا را پوشش داد و عکسش بر روی جلد مجله ال اسپانیا، نسخه ویژه کریسمس چاپ شد. او همچنین برای بسیاری از برندها مانند Rampage (که جایگزین بار رافائلی شد)، Replay و XTI کار کرده است. از سال ۲۰۱۱، او در لیست "۲۰ مدل جذاب برتر" در وبسایت Models.com در رتبه چهاردهم قرار گرفت. در همان سال، او در مجله مجارستانی پریودیکا به عنوان "سکسی‌ترین زن جهان" انتخاب شد.
شایک در سال ۲۰۱۲، در مجله اسکوایر انگلیس، مجله هارپرز بازار عربی و اوکراین، مجله ماری کلر اوکراین، اسپانیا و روسیه، مجله جی‌کیو آلمان، مجله گلامور روسیه را ظاهر شد و عکسش در روی ۱۴ جلد از نسخه‌های فصل بهار مجله کاسموپولیتن در سراسر جهان چاپ شد. همچنین  اس مُدا اسپانیا و ساندی تایمز استایل را پوشش داد. او همچنین در تهیه یک سرمقاله برای مجله ونتی فر ایتالیا همکاری کرد. در همان سال، او در کمپین‌های تبلیغاتی آگوا بندیتا (مجموعه تلویزیونی فیلیپینی)، موره‌لاتو و بلانکو ظاهر شد.
در ماه نوامبر، شایک روی جلد مجله Twelv، نسخه شماره دوم را به همراه مدل روسی، آنه ویالیتسینا، ظاهر شد. در همان ماه، او در سرمقاله‌ای برای مجله وگ اسپانیا در ماه دسامبر و با همکاری ماریو تستینو ظاهر شد.
در فوریه ۲۰۱۳، عکس او با آنه ویالیتسینا در مجله وی‌اس. ظاهر شد و در همان ماه او سرمقاله‌ای برای شماره ۲ مجله CR Fashion Book انجام داد که توسط بروس وبر عکاسی شده بود و استایلیست آن کارین رویتفلد بود. در همان ماه، او در نمایش مد جرمی اسکات را در هفته مد نیویورک راه رفت. در مارس ۲۰۱۳، او نمایش مد ژیوانشی را در هفته مد پاریس راه رفت. همچنین در سال ۲۰۱۳، شایک چندین بار در هارپرز بازار ایالات متحده ظاهر شد. او برای دومین بار در شماره ۳ مجله CR Fashion Book حضور داشت. در سپتامبر، عکس‌های او مجله آلور روسیه را چاپ شد. او همچنین مدل روی جلد مجله وگ اسپانیا بود که اولین عکس شایک روی جلد مجله وگ توسط جیامپائولو سوگورا عکاسی شد. در سال ۲۰۱۴، او در مراسم افتتاحیه بازی‌های المپیک زمستانی ۲۰۱۴، حامل پلاکارد برای تیم روسیه بود.

#### اکنون-۲۰۱۶: تبدیل به چهره شناخته‌شده در دنیای مد
شایک روی کت‌واک‌های میو میو، بوتگا ونتا، مارک جیکوبز، شنل، رالف لورن، تیری ماگلر، موسکینو، بربری، ورساچه، ژیوانشی، دایان فون فورستنبرگ، گیلز دیکن، دسیگوال، جرمی اسکات، هوگو باس، فلیپ پلین، سالواتوره فراگامو، توری برچ، ویکتوریا بکام، ولنتینو، مکس مرا، براندون مکس‌ول، ایزابل مارانت، ایترو، ویوین وست‌وود، ریچارد کوئین، اسکار دلا رنتا، میسونی، مایکل کورس و منگو راه رفته است. او حتی برای آخرین نمایش مد ژان پل گوتیه در سال ۲۰۲۰ راه رفته است. در سال ۲۰۱۶، او در حالی که فرزند دختر خود لی د سن شایک کوپر را ۶ماهه باردار بود برای ویکتوریا سیکرت فشن شو راه رفت.
او در کمپین‌های تبلیغاتی برندهای بربری، ژان پل گوتیه، مارک جیکوبز، ورساچه، آلبرتا فرتی، ژیوانشی، میسونی، لا پرلا، روبرتو کاوالی، جورجو آرمانی، لا سنزا، گروه موره‌لاتو، بی‌بی، لرد اند تیلور، لاکست، آرمانی،‌ گس، بلوفین، ساکس فیفت اونیو، ویکتوریا سیکرت و اوان ظاهر شد. در اکتبر ۲۰۱۵، او به عنوان سخنگوی بین‌المللی جدید لورئال معرفی شد.

### بازیگری
شایک اولین بازی خود را در نقش مگارا در کنار دوئین جانسون در فیلم هرکول در سال ۲۰۱۴ انجام داد.

## زندگی شخصی

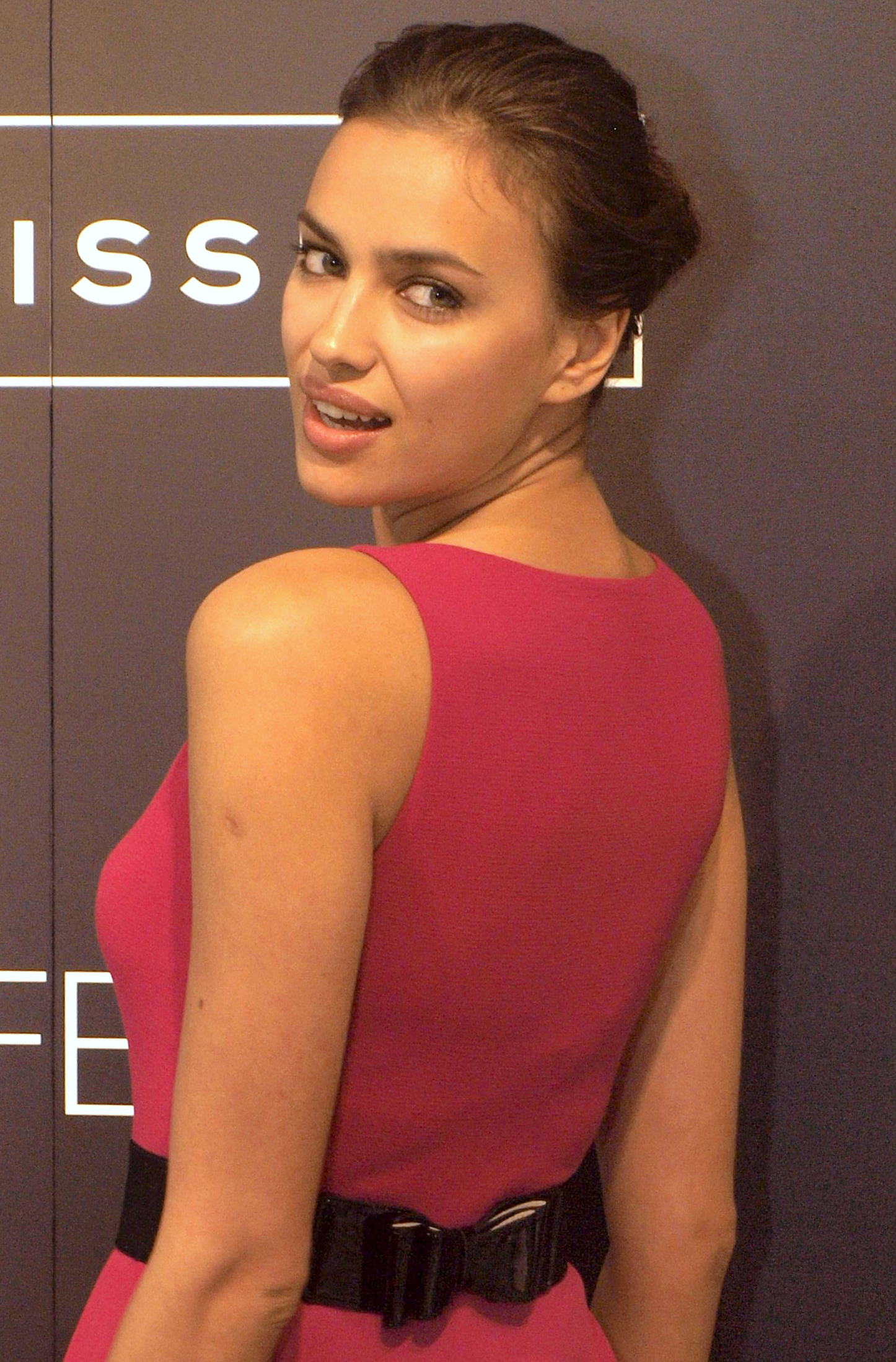
شایک در سال ۲۰۱۲

شایک از سال ۲۰۰۷ تا ۲۰۰۹ با درامر گروه لینکین پارک، راب بوردون، قرار می‌گذاشت. او در سال ۲۰۰۹ با کریستیانو رونالدو فوتبالیست پرتغالی آشنا شد و خیلی زود با هم قرار گذاشتند. در ژانویه ۲۰۱۵ خبر جدایی آن‌ها در رسانه‌ها منتشر شد و این زوج آن را تأیید کردند.
رونالدو در بیانیه‌ای که منتشر کرده علت جدایی از ایرینا را توضیح داده‌ است: 
«بعد از ۵ سال زندگی رابطه من و ایرینا به پایان رسید. به این نتیجه رسیدیم که این تصمیم برای هردو نفرمان بهتر است. آرزو می‌کنم که ایرینا خوشبخت شود».
در بهار ۲۰۱۵، او شروع به ملاقات با بازیگر آمریکایی بردلی کوپر کرد. دختر آنها  لی د سن در ۲۱ مارس ۲۰۱۷ در لس آنجلس به دنیا آمد. این زوج در ژوئن ۲۰۱۹ از هم جدا شدند.

## فعالیت‌های بشر دوستانه
شایک به یک بیمارستان زایمان در زادگاهش در شهر یمانژلینسک کمک می‌کند. او و خواهرش به بازسازی بخش کودکان بیمارستان محلی کمک کردند و اکنون شایک از طرف یک موسسه خیریه روسی به نام پوموگی "کمک" (به روسی: Помоги) که از کودکان بیمار مراقبت می‌کند، پول جمع‌آوری می‌کند. شایک سفیر رسمی پوموگی در روسیه است.
او سفیر بانک غذا در شهر نیویورک و همچنین سفیر انجمن ASPCA است.
او مخالف حمله روسیه به اوکراین در سال ۲۰۲۲ است و اعلام کرده که قصد دارد به یونیسف و صلیب سرخ برای حمایت از کارهای بشردوستانه آنها در اوکراین کمک مالی کند و از دنبال‌کنندگان خود نیز خواسته است که کمک مالی کنند.

## آثار

### فیلم
| سال  | عنوان | نقش   | توضیحات |
| ---- | ----- | ----- | ------- |
| ۲۰۱۴ | هرکول | مگارا |         |

### مجموعه تلویزیونی
| سال  | عنوان                | نقش  | توضیحات          |
| ---- | -------------------- | ---- | ---------------- |
| ۲۰۱۴ | خودمانی با ایمی شومر | همسر | قسمت آزمون روانی |

### سریال اینترنتی
| سال  | عنوان      | نقش  | توضیحات   |
| ---- | ---------- | ---- | --------- |
| ۲۰۲۰ | نمایش پلیس | خودش | قسمت وکیل |

### موزیک ویدئو
| سال  | عنوان    | هنرمند(ها)   | منبع          |
| ---- | -------- | ------------ | ------------- |
| ۲۰۱۴ | قدرت     | کانیه وست    | [ ۵۹ ] [ ۶۰ ] |
| ۲۰۲۲ | شاخه جنگ | ماجد المهندس | [ ۶۱ ]        |

### بازی ویدئویی
| سال  | عنوان           | نقش        | توضیحات  |
| ---- | --------------- | ---------- | -------- |
| ۲۰۲۰ | جنون سرعت: فرار | میلا بلووا | صدا پیشه |

## جایزه‌ها و نامزدی‌ها
| سال  | عنوان جشنواره              | بخش/رشته             | نتیجه | منبه   |
| ---- | -------------------------- | -------------------- | ----- | ------ |
| ۲۰۱۰ | جوایز مجله گلامور اسپانیا  | بهترین مدل بین‌المللی | برنده |        |
| ۲۰۱۱ | جوایز مد مجله ماری کلر     | مدل سال ماری کلر     | برنده | [ ۶۲ ] |
| ۲۰۱۴ | جوایز زنان سال مجله گلامور | زن سال               | برنده |        |